# (Anesthesia) Pulling Teeth
(Anesthesia) Pulling Teeth é uma música instrumental da banda americana Metallica, lançada no seu primeiro álbum, Kill 'Em All. É um solo de baixo de Cliff Burton, uma faixa instrumental com algum acompanhamento na bateria de Lars Ulrich. No início da trilha, uma voz diz, "Solo de baixo, tomada um", provavelmente para informar aos fãs que a música é, de fato, tocada no baixo. Este é também o solo de baixo que Burton estava tocando quando Ulrich e James Hetfield o viram pela primeira vez em um show: "Nós ouvimos este solo selvagem acontecendo e pensei, Eu não vejo nenhum guitarrista lá em cima. Nós dois estávamos contando as cordas, e eu finalmente me virei para Lars e disse: Cara, isso é um baixo!. Cliff estava lá no palco, com sua banda, com um pedal wah wah e seu enorme tufo de cabelos vermelhos. Ele não se importava se as pessoas estavam lá. Ele estava olhando para o seu baixo, tocando, conta Hetfield.